# Cetomimoidea
Super-famille
Les Cetomimoidea sont une super-famille de poissons de l'ordre des Stephanoberyciformes.

## Liste des familles
- famille des Barbourisiidae
- famille des Cetomimidae
- famille des Megalomycteridae
- famille des Mirapinnidae
- famille des Rondeletiidae